# Bucătar

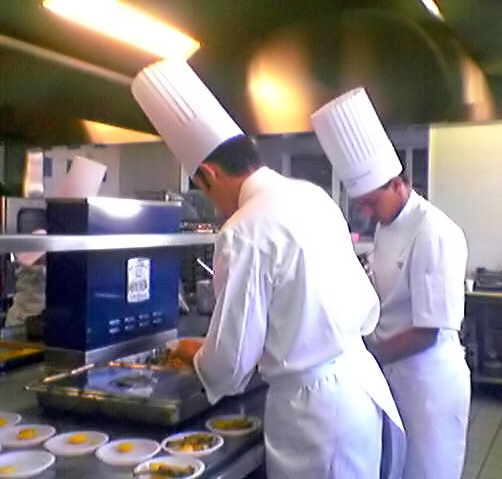
Bucătari

Un bucătar este o persoană care prepară mâncarea în bucătărie, sau o persoană de această profesie.

## Meseriade bucătar
Bucătarul realizează preparate culinare după diferite rețete care să satisfacă exigențele consumatorilor. În acest scop, el se ocupă de pregătirea produselor alimentare pentru gătit. Măsoară cantitățile necesare, le amestecă progresiv conform rețetei, le pune la dospit, fermentat, copt sau fiert. După ce preparatele culinare au fost pregătite, urmează împărțirea lor în porții. 
Bucătarul utilizează în activitatea sa diferite produse alimentare, unelte și mașini cu ajutorul cărora transformă alimentele în preparate culinare. Ca unelte și mașini utilizate mai frecvent pot fi enumerate: cuțite, satârul, robot de bucătărie, mașini de curățat și de tăiat zarzavaturi, mașini de tocat, mașini de amestecat, friteuză, cuptoare clasice sau cu microunde, agregate frigorifice.

## Specializări în meseria de bucătar
Un bucătar se poate specializa în mai multe domenii  : 
Bucătar specialist/vegetarian/dietetician
Ocupația de bucătar specialist/vegetarian/dietetician se referă la activitatea de preparare a produselor culinare complexe în cadrul unei bucătarii profesionale. Bucătarul specialist/ vegetarian/ dietetician este responsabil de execuția propriei activități sau a partidei pe care o conduce. Poate lucra autonom sau în echipă, sub conducerea unui bucătar șef. Bucătarul specialist/ vegetarian/ dietetician își desf[șoară activitatea în bucătăria uneia din următoarele structuri de alimentație publică: restaurante independente, hoteluri, cantine, self-service, fast food, vapoare etc. 

Bucătarul șef
În funcție de nivelul de instruire, un bucătar poate fi bucătar șef. Bucătarul șef coordonează activitatea în bucătărie sau în unități industriale pentru realizarea preparatelor culinare în vederea comercializării.
Atribuțiile bucătarului șef:
- recepționează (calitativ și cantitativ) materiile prime și auxiliare și se ocupă de depozitarea lor respectând reglementările sanitare și sanitar veterinare legale în vigoare
- coordonează operațiile de pregătire preliminară specifice, de dozare a materiilor prime conform rețetelor de fabricație și a programului tehnologic al zilei (sortiment, cantitatea în kg sau număr de porții)
- coordonează realizarea semipreparatelor culinare care stau la baza obținerii preparatelor culinare
- efectuează tratamentele termice corespunzătoare
- finisarea estetică a produselor în vederea servirii
- efectuarea controlului calității produselor finite.

Pizzar
Dacă un pasionat pentru munca în bucătărie se specializează pe gătitul de pizza, acesta devine pizzar. Pizzarul își desfășoară activitatea în pizzerii, fast-food-uri sau în unități de alimentație publică care realizează pizza în vederea comercializării. Utilizează echipamente și ustensile de bucătărie. Echipamente specifice, precum cuptorul de pizza, tăvi de pizza de diferite dimensiuni, dispozitive cu rotiță pentru tăiat pizza.